# Detroit Electronic Music Festival
Le Detroit's Electronic Music Festival (ou DEMF) est un festival de musique électronique organisé tous les ans depuis 2000 à Détroit, dans le Michigan, aux États-Unis, à l'occasion du week-end du Memorial Day, sur la Hart Plaza.

## Histoire
Suivant les équipes organisatrices, ce festival a anciennement pour nom DEMF (direction artistique assurée par Carl Craig, 2000), Movement (sous la direction Derrick May, 2003–2004), Fuse-In (Kevin Saunderson, 2005) puis à partir de 2006 Movement: Detroit's Electronic Music Festival.
L'édition 2009 du festival se déroule du samedi 23 mai au lundi 25 mai sur la Hart Plaza à Detroit. Ces deux sites adaptés aux téléphones portables contiennent des informations sur les after parties, l'hébergement et un programme facile à lire. Le week-end se chevauche avec l'événement CouchCrash de CouchSurfing, et avec la Convention internationale de combat à l'épée et d'arts martiaux.
Fin 2013, la direction initiale du DEMF annonce des plans pour le retour du Detroit Electronic Music Festival en tant qu'événement à entrée libre au Campus Martius Park le week-end du Jour de l'Indépendance, 2014, avec la Federation of Electronic Music Technology (FEMT) à entrée payante, une conférence concomitante et une vitrine musicale au Ford Field. Ces événements sont reprogrammés en 2015 et ne sont pas liés au festival de musique électronique Movement prévu pour le week-end du Memorial Day sur la Hart Plaza,.
En 2017, Movement est nommé « festival de l'année » aux Electronic Music Awards. Le retour de Movement est prévu du 24 au 26 mai 2025 sur la Hart Plaza. 

## Nombre de spectateurs
- DEMF 2000 :  1,1-1,5 million (selon les officiels)
- DEMF 2001 : 1.7 million (selon les officiels)
- DEMF 2002 : 1.7 million (selon les officiels)
- Movement 2003 : 630 000
- Movement 2004 : 150 000 (selon la police[7])
- Fuse-In 2005 : 44 920
- Movement 2006 : 41 000[8]
- Movement 2007 : 43 337[9]
- Movement 2008 : 75 000 (selon les officiels)
- Movement 2009 : 83 322[10]
- Movement 2010 : 95 000[11]
- Movement 2011 : 99 282[12]
- Movement 2012 : 107 343[13]